# San Ignacio de Huapipuje
San Ignacio de Huapipuje är en ort i Mexiko.   Den ligger i kommunen Otáez och delstaten Durango, i den centrala delen av landet, 900 km nordväst om huvudstaden Mexico City. San Ignacio de Huapipuje ligger 1 884 meter över havet och antalet invånare är 138.
Terrängen runt San Ignacio de Huapipuje är bergig söderut, men norrut är den kuperad. Runt San Ignacio de Huapipuje är det mycket glesbefolkat, med 3 invånare per kvadratkilometer. Närmaste större samhälle är El Puerto de San Rafael, 15,8 km nordväst om San Ignacio de Huapipuje. I omgivningarna runt San Ignacio de Huapipuje växer huvudsakligen savannskog.